# 钉子

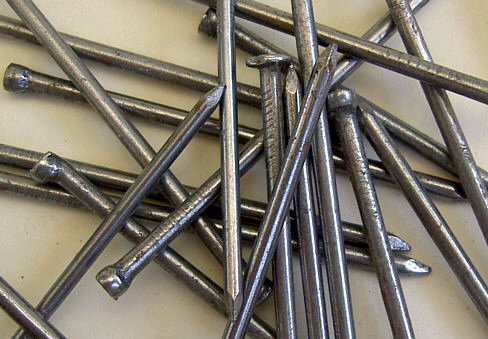
一排釘子

釘子，在工程、木工以及建築中，指的是以尖頭狀的硬金屬，製成用以固定木頭、皮、板材等物的緊固件，或固定於牆面做為掛鉤使用。一般常見的釘子材質包括鋼、銅與鐵。釘子一般使用鎚子，或使用電動釘槍、瓦斯釘槍等工具將來釘入物品中，靠著自身与被钉入物件之间的摩擦力與自身的的剪應力而固定於物件上。
釘子因用途眾多而有著不同的形狀，常見的釘子包括平頭釘、大頭針、圖釘、曲頭釘、螺旋釘等。

## 字意
据考古学家发现，早在公元3000年前，两河流域的苏美尔人就开始使用钉子，只不过那些钉子是黏土做的。仅按钉子的本意来说，中国古代汉语里“钉”也就是“丁”（在中国古汉语中“丁”指“人口”），是目前已知或者辨认出来的最早的汉字之一，大约在甲骨文里已经有这个字。按照文字学家的解释，丁是象形字，这和丁或钉的基本解释是一致的。丁，象形字，金文的像钉子的头的形状，小篆像侧视的钉型，指钉子，为“钉”的古字。钉，形声字，钉子，通常是圆锥形，有尖头或尖顶的木料、金属或其他材料做成的钉状物。也有解释为“竹、木、金属等制成的细棍形物件。一端有扁平的头，另一端尖锐，主要起固定或连接作用，也可以用来悬挂物品”。
钉子的使用大约和针的使用有关联。早期的人类使用的很多工具都师法自然。植物的刺或者动物骨骼折断以后形成的尖锐形状可能都是启发人类进一步制造钉子这种工具的原因，所以，考古发现的人类早期工具中，从石器时代的新旧石器，到骨制、木制以及金属制品，其发展与完善过程大致都是如此。当然，钉子和针相同之处在于他们都有锋利和尖锐的一头，都有刺穿或者黏合的功能，但是不同之处在于针的作用更倾向于缝合——穿针引线也，而钉子的作用更多的是通过强加摩檫力于物体表面上来实现给其他物体以固定、支撑，黏合等功能。

## 材料
釘子以前由青銅或鍛鐵製成，由鐵匠和釘工製作。這些工匠使用加熱的方形鐵棒進行鍛造，然後錘擊形成點的側面。重新加熱並切斷後，鐵匠或釘子將熱釘子插入開口中並錘擊。 後來創造了製作釘子的新方法，使用機器剪切釘子，然後橫向擺動釘子以產生釘柄。例如，A 型切釘是使用早期機械從鐵棒型斷頭台上剪下來的。這種方法在 1820 年代之前略有改變，當時透過單獨的機械打釘機在釘子末端敲出新的頭。在 1810 年代，鐵棒在每次敲擊後都會翻轉，而刀具組則呈現一定角度。然後，每個釘子都被剪掉錐度，以便自動夾緊每個釘子，從而形成釘子的頭部。 B型指甲就是這樣製作的。 1886 年，美國製造的釘子中有 10% 是軟鋼絲釘，到 1892 年，鋼絲釘取代了鐵切釘，成為生產的釘子的主要類型。 1913 年，鋼絲釘佔所有釘子產量的 90%。
現今的釘子通常由鋼製成，通常經過浸漬或塗層處理，以防止惡劣條件下的腐蝕或提高附著力。普通的木釘通常由軟、低碳或「溫和」鋼製成（約 0.1% 碳，其餘為鐵，可能還含有微量矽或錳）。用於磚石應用的釘子經過回火併具有較高的碳含量。

## 建築用途
钉子的使用也许最初和狩猎或者军事用途有关。直到今日，我们通过影视剧或者反映部落人生活的纪录片还能看到其相关踪迹：倒插在陷阱里的，如同钢刀般锋利的竹篾狩猎工具。
钉子的用途还体现在建筑方面。考古学家根据古代文字和考古遗迹、文物等推断或者证明，钉子的用途在远古时代就已经很广泛。“野蛮时代晚期人类就具有了有关谷物和田野农业、建房筑城、使用钉子造船……的知识和经验”，“苏美尔的技术有：轮、锯、皮革、镯子、锤子、鞍、钉子、大头针、指环、铲子、釜、刀、长矛、箭、剑、胶、匕首、袋子、头盔、船、盔甲、箭桶、剑鞘、靴子、拖鞋、叉和酿酒”。在中国，钉子也是必不可少的建筑工具或者建筑构件。在金属冶炼技术不够发达的时候，金属钉子的替代物应该是楔形物件，比如竹子材质或较硬的木头材质的固定用物件。
中国人区别于自己发明的传统的钉子，还习惯把一一些外国人製造的钉子种类称为“洋钉”——进口的钉子（往往都是金属製）。中国的木匠自古以来就使用木制的铆榫结构的固定用物件。中国古代的很多兵器的设计就和钉子的特性有关——狼牙棒、叉、镗、耙，防卫性武器或者工事应用方面，比如铁滑车等亦然。
在中国，钉子往往更常见地使用于建筑构件。在古代，上至皇宫内院，下至官员豪宅，大门上的钉子几乎不可或缺，除了装饰意义，更多的还有类似爆竹的宗教和信仰意味：隋唐时期古人已经在城门上使用钉子（铁制，或木制榫卯）作为加固和防护用途——铁皮包裹的木头门有铁钉加固，这项用途更多地被用于兼有装饰效果的宅院门上。故关于门钉，更像是一种文化。在钉子的使用数量方面而言，明清时期，皇宫是使用钉子的规格最高的场所，相比之下老百姓的房子则少得多——住宅的门窗上甚至也没有钉子，相比统治阶级者，老百姓也被称作“白丁”——门上的钉子数量也是等级社会的标志。甚至中国当时有些地方的老百姓到了正月去摸城门的门钉成为讨吉利的民俗活动。
钉字也有动词功能，还和民俗的辟邪有关联。大门的结构是需要钉子的，老百姓在门外面看不到门钉，但是有发挥黏合、铆合等加固作用的榫卯，钉子钉进门意味着妖魔不能从门而入。

### 進一步閱讀
- Sichel, Daniel E. (2022-02). "The Price of Nails since 1695: A Window into Economic Change （页面存档备份，存于）". Journal of Economic Perspectives. 36 (1): 125–150.

## 外部連結
- UK DIY site - description of different types of nails （页面存档备份，存于）
- US DIY site - description of different nails
- Nail forging movie （页面存档备份，存于）